# Ferdinand Probst
Ferdinand Probst (* 28. März 1816 in Ehingen an der Donau; † 26. Dezember 1899 in Breslau) war ein christlicher Gelehrter, Autor und Rektor der Friedrich-Wilhelms-Universität Breslau. Er verfasste unter anderem eine zweibändige Katholische Moraltheologie (1848/50).

## Leben
Probst war der Sohn des Gastwirts Christoph Probst (Bärenwirt in Ehingen und Stadtrat) und besuchte bis 1836 das Gymnasium Ehingen, studierte dann Katholische Theologie in Tübingen und wurde am 16. September 1840 zum Priester geweiht. Er war zunächst Vikar in Ellwangen und ab Herbst 1841 Repetent im Wilhelmsstift in Tübingen, wo er von Karl Joseph von Hefele und Johannes von Kuhn zu wissenschaftlichen Arbeiten angeregt wurde. Am 22. Dezember 1843 wurde er Pfarrer zu Pfärrich im württembergischen Allgäu und blieb dort bis 1864. Seine Ehrenpromotion zum Doktor der Theologie erfolgte am 25. November 1851.
Ab dem Jahre 1852 forschte er im Gebiet der Liturgik, besonders der Liturgiegeschichte. In diesem Hauptfeld seiner wissenschaftlichen Tätigkeit veröffentlichte er eine Reihe von Büchern und Abhandlungen und dehnte seine historischen Forschungen dabei auch auf das Gebiet der Katechese, Predigt und kirchlichen Disziplin aus.
Mit Wintersemester 1864/65 wurde er o. Professor der Pastoraltheologie an der Katholisch-Theologischen Fakultät der Schlesischen Friedrich-Wilhelms-Universität Breslau, am 16. April 1886 zugleich Domkapitular. In den Jahren 1889/90 war er Rektor der Universität Breslau. 1890 wurde er zum päpstlichen Hausprälaten und 1896, mit 80 Jahren, zum Dompropst ernannt. Aufgrund gesundheitlicher Schwierigkeiten zog er sich von der Lehrtätigkeit zurück. Er starb am 26. Dezember 1899 in Breslau und wurde im dortigen Dom beigesetzt.
Seit 1865 war er Ehrenmitglied der katholischen Studentenverbindung KDStV Winfridia Breslau im CV.
Er war der Bruder des als Geologe bekannten Pfarrers Josef Probst.

## Werke
- Katholische Glaubenslehre. Ein Religionshandbuch für Laien. Mainz 1845
- Die sogenannte Reformation und die wirkliche Reformation. Ein Beitrag zur 300jährigen Jubelfeier der allgemeinen Kirchenversammlung von Trient. Nebst einem Anhang: Kurzer Ueberblick über die Unterscheidungslehren. Mainz 1845
- Katholische Moraltheologie. 2 Bde., Tübingen 1848–1850, 2. Ausgabe 1853
- Die Gesellschaft Jesu. Tübingen 1851
- Verwaltung der hochheiligen Eucharistie. Tübingen 1853; in der 2. Aufl. 1857 in zwei Werke geteilt: 
  - Verwaltung der Eucharistie als Opfer.
  - Verwaltung der Eucharistie als Sakrament.
- Brevier und Breviergebet. Tübingen 1854
- Kirchliche Benedictionen und ihre Verwaltung. Tübingen 1857
- Liturgie der drei ersten christlichen Jahrhunderte Tübingen 1870
- Kirchliche Disciplin in den drei ersten christlichen Jahrhunderten. Tübingen 1873
- Katechese und Predigt vom Anfang des 4. bis zum Ende des 6. Jahrhunderts. Breslau 1884
- Theorie der Seelsorge. Breslau 1883, 2. Aufl. 1885
- Geschichte der katholischen Katechese. Breslau 1886
- Lehre vom liturgischen Gebete. Breslau 1885, 2. Aufl. 1892
- Liturgie des 4. Jahrhunderts und deren Reform. Münster 1893
- Die abendländische Messe vom 5. bis zum 8. Jahrhundert. Münster 1896